# Sztyepan Oszipovics Makarov
Sztyepan Oszipovics Makarov (oroszul: Степа́н О́сипович Мака́ров, Nyikolajev, 1849. január 8. [régi orosz naptár szerint 1848. december 27.] – Port Arthur közelében, 1904. április 13. [régi orosz naptár szerint március 31.]) orosz tengerésztiszt (altengernagy), feltaláló, oceanográfus, sarkkutató, katonai szakíró és mérnök.
1865-ben osztályelsőként végezte el tanulmányait a szentpétervári Katonai Akadémián, majd a Távol-keleti Flottánál teljesített szolgálatot. 1867–76 között a Balti-tengeren szolgált, 1874-től Andrej Alekszandrovics Popov altengernagy szárnysegédje. 1876 októberétől a Fekete-tengerre helyezték át. Az 1877–78-as orosz–török háború során az általa átépített Velikij knyaz Konsztantyin gőzösről induló torpedónaszádok hajtották végre a világtörténelem első sikeres torpedótámadását a török Intibah hadihajó ellen.
1881-ben részt vett az orosz szárazföldi erők türkmenisztáni hadjáratában, ahol a hadsereg vízi úton való utánpótlását szervezte meg. 1882-ben sorhajókapitányi rangot kapott. 1886–1889 között hajójával, a Vityaz korvettel világkörüli utat tett meg, melyről később könyvet is megjelentetett. Hazaérkezése után ellentengernaggyá léptették elő, 1891-től a Balti Flotta tüzérségi főfelügyelője. 1894-ben a Földközi-tengeren állomásozó orosz flottakötelék parancsnokává nevezték ki, majd 1896-tól altengernagyi rangban szolgált. 1898-ban Angliában és az Egyesült Államokban felügyelte az általa tervezett Jermak jégtörő építését, amivel később Kronstadtból 1899 nyarán északra, a Barents-tengerre hajózott, és a Spitzbergáktól északra egészen a 81. szélességi fokig sikerült eljutnia. 1899-től a kronstadti flottabázis parancsnoka. 1901 tavaszán és nyarán a tengernagy újabb hosszú utat tett a Jermak fedélzetén az északi sarkvidéken, Novaja Zemlja és a Ferenc József-föld északi partjainál.
Az orosz–japán háború 1904-es kitörését követően a Csendes-óceáni Flotta parancsnokává nevezték ki. 1904. április 13-án zászlóshajója, a Petropavlovszk aknára futott, és az admirális a legénység nagy részével együtt életét vesztette.

## Származása és korai pályafutása

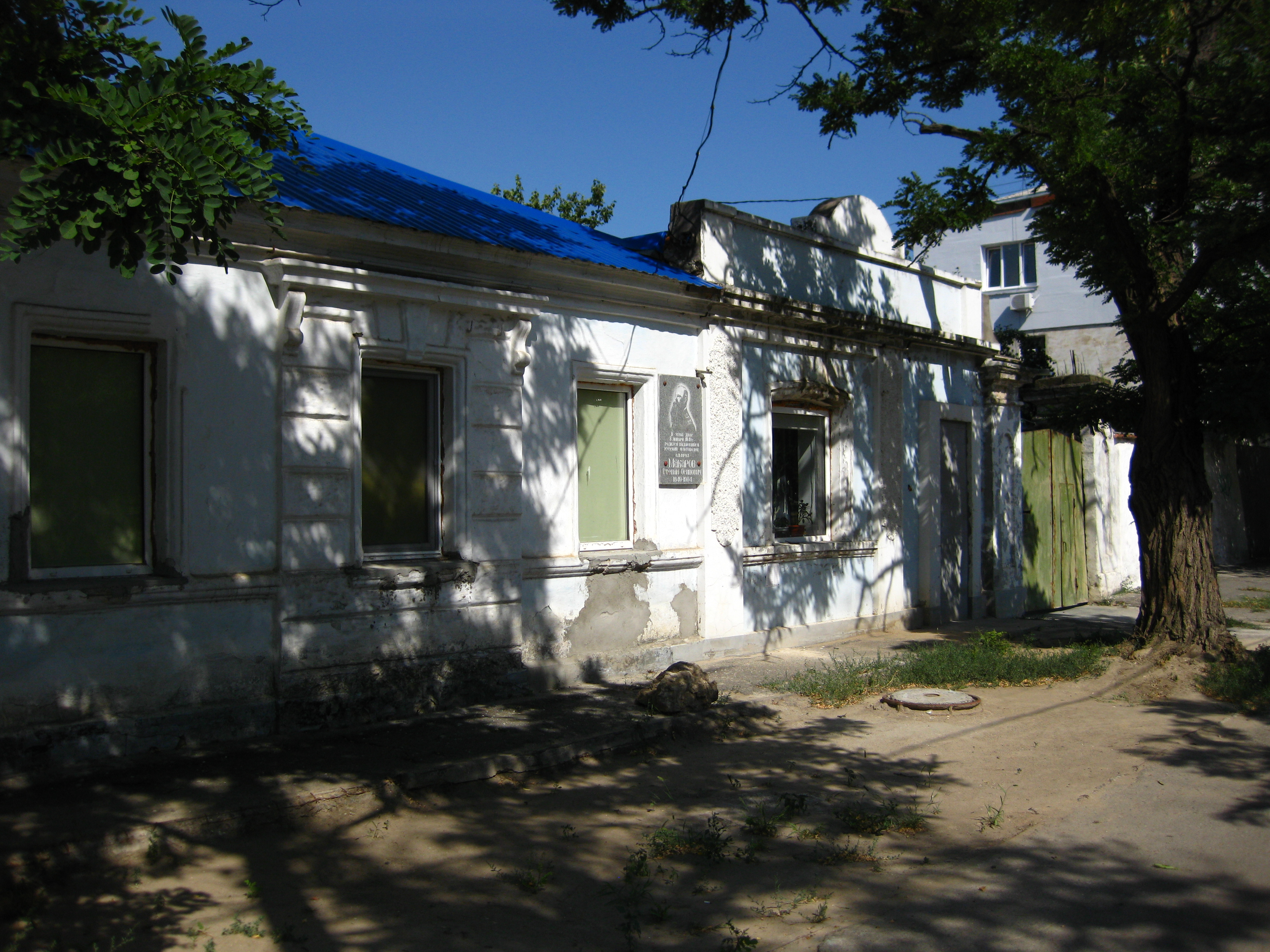
Sztyepan Oszipovics Makarov szülőháza Nyikolajevben (ma Mikolajiv, Ukrajna)

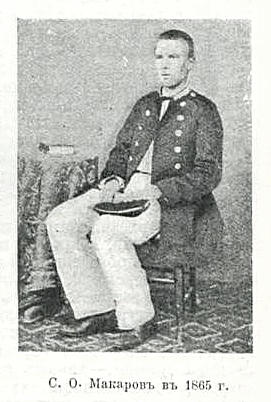
A fiatal Makarov 1865-ben

Sztyepan Oszipovics Makarov 1849. január 8-án (az akkor életben lévő Julián naptár szerint 1848. december 27.) született a mai Ukrajnához tartozó Nyikolajev városában. Apja, Oszip Fedorovics Makarov paraszti családból származott, aki sorozás útján került az orosz haditengerészet kötelékébe. Kötelező szolgálati idejét letöltve a flottánál maradt, ahol szorgalmának és képességeinek köszönhetően tiszti beosztást kapott és fia születésének idején nemesi rangot is nyert az uralkodótól, I. Miklós cártól.
A fiatal Sztyepan Oszipovics apját 1858-ban a Távol-Keletre helyezték át, akivel együtt felesége és a fiatal Makarov is az Amur folyó melletti Nyikolajevszk városába utazott. Az ifjú ugyanazon év őszén itt kezdte meg tanulmányait az egyik helyi iskolában, mely a kereskedelmi flotta számára képzett tengerészeket. Makarov jó eredményeket ért el az iskolában és képességei a kikötő és a haditengerészet Szibériai Flottillájának parancsnokának, Pjotr Kazakevics ellentengernagynak figyelmét is felkeltették, aki pártfogása alá vette. 1861-ben a Sztrelok korvetten, majd a Mandzsur teherhajón teljesített szolgálatot. Az ellentengernagy 1863-ban személyesen kérvényezte a tengerészeti miniszternél, hogy a tehetséges fiatalt vegyék fel a pétervári Tengerészeti Akadémiára, ami a haditengerészet egyik legelitebb tisztképző intézménye volt.
Az akadémiai évek megkezdését követően újabb kiváltságban lehetett része, mikor csatlakozhatott 1863-ban ahhoz a flottakötelékhez, mely Andrej Alekszandrovics Popov altengernagy vezetésével San Franciscóba utazott, az amerikai polgárháború harcaiban az Unió támogatásának demonstrálására. Makarov 1865-ben, osztályelsőként fejezte be tanulmányait Szentpéterváron és a Távol-keleti Flottánál kezdte meg szolgálatát. 1866 novembere és 1867 májusa között a későbbi tengernagy, Fjodor Kern vezette kötelék Aszkold korvettjének fedélzetén Makarov áthajózott Japán érintésével és a Jóreménység foka megkerülésével a balti-tengeri orosz kikötővárosba, Kronstadtba. 1867–76 között a Balti Flotta kötelékében szolgált. 1867-től a Dmitrij Donszkojon teljesített szolgálatot, immár tiszthelyettesként.
1867 októberében publikálta első írásos művét, amely a tengeri navigáció kérdéseiről szólt. Makarov már a kadétéveitől kezdve figyelmesen tanulmányozta a tudomány új felfedezéseit, amerikai útja során is feljegyezte az általa látottakat. 1869-ben a Ruszalka fregatton szolgált, mikor a hajó balesetet szenvedett, és az elsüllyedéstől csak az mentette meg, hogy partra futtatták. Az eset tanulságait levonva Makarov egy tudományos munkában fejtette ki ötleteit a hajók vízalatti sérüléseit minimalizáló ellenintézkedésekről, mely első olyan munkája volt, mely viszonylag komoly visszhangot váltott ki. Makarov a munkájáért, általa kitalált lékponyváért („Makarov-folt”) hadnagyi előléptetést és kétszáz rubel jutalmat kapott, továbbá a hadnagyi ranggal együtt nemesi címet érdemelt ki.
1874-től a Balti Flotta parancsnokának, Andrej Alekszandrovics Popov tengernagynak lett a szárnysegédje. 1876-ban Makarov egy feljegyzést fogalmazott meg az orosz Tengerészeti Minisztérium számára, melyben az ekkor igen gyenge Fekete-tengeri Flotta erejét növelendő egy ún. bárka-anyahajó terveit vázolta fel. Elképzelése szerint egy nagyobb sebességű gőzhajót kellene átalakítani úgy, hogy hordozni tudjon négy darab kisebb, gőzmeghajtású csónakot vagy naszádot, melyek aknákkal (rúdtorpedókkal) vannak felszerelve. Ezek a kis hajók az éj leple alatt vízre bocsátva észrevétlenül megközelíthetnék az ellenséges hadihajókat, melyeket a robbanótöltet segítségével elsüllyesztettek volna. Ez akkoriban elég új elképzelésnek számított, de a haditengerészet vezetője engedélyezte Makarov számára, hogy átalakítsa a Velikij knyaz Konsztantyin gőzhajót. 1876 októberében pedig a Fekete-tengeri Flottához vezényelték át, amivel együtt az átépítés alatt álló hajó parancsnokságát is megkapta.

## Az orosz–török háború

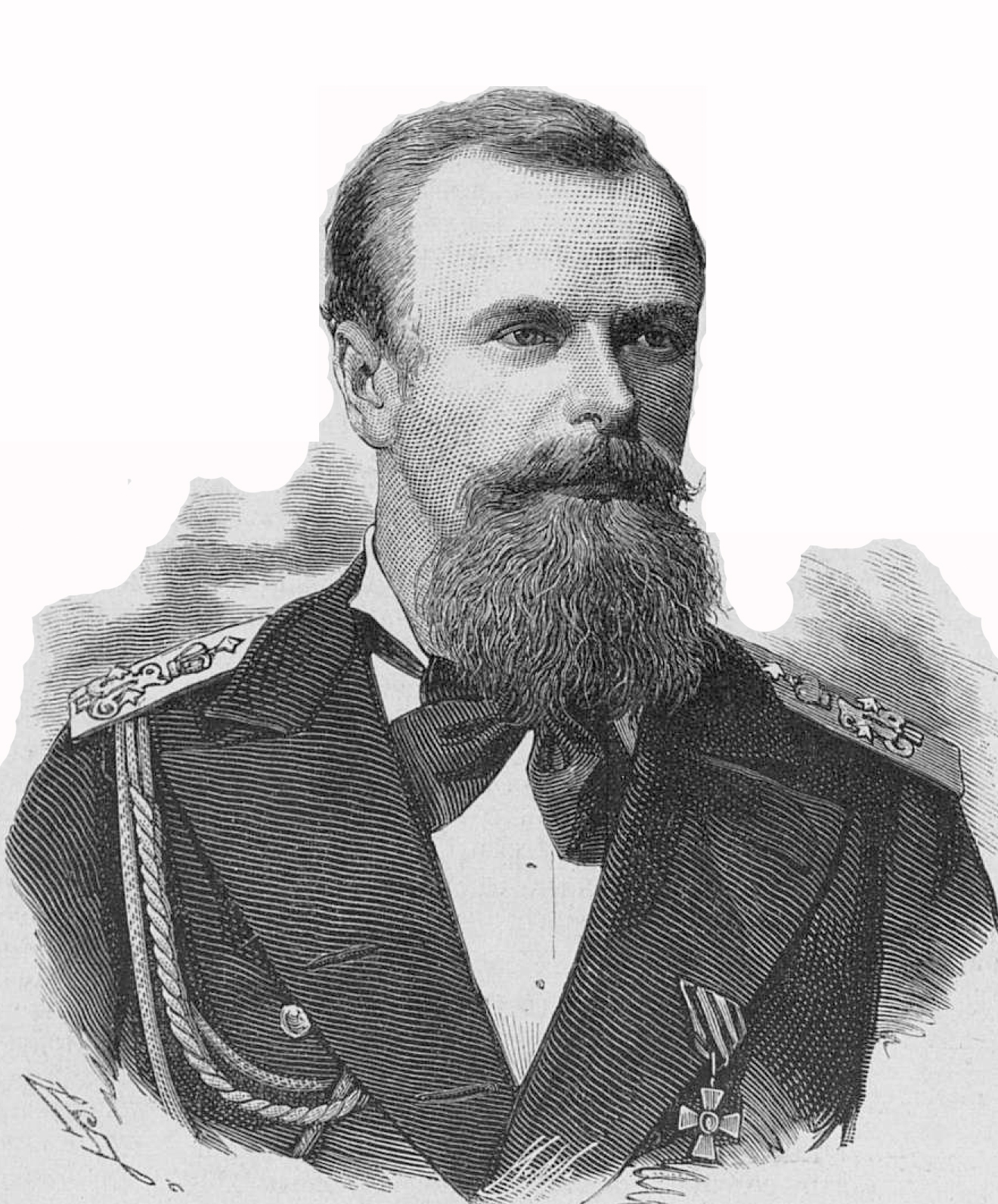
Sztyepan Oszipovics Makarov 1877-ben

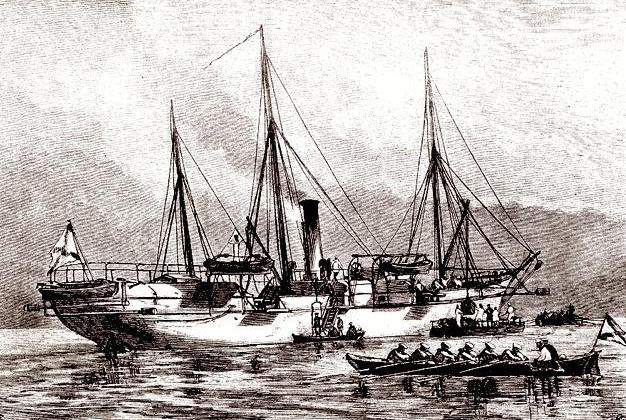
Makarov hajója, a Velikij knyaz Konsztantyin

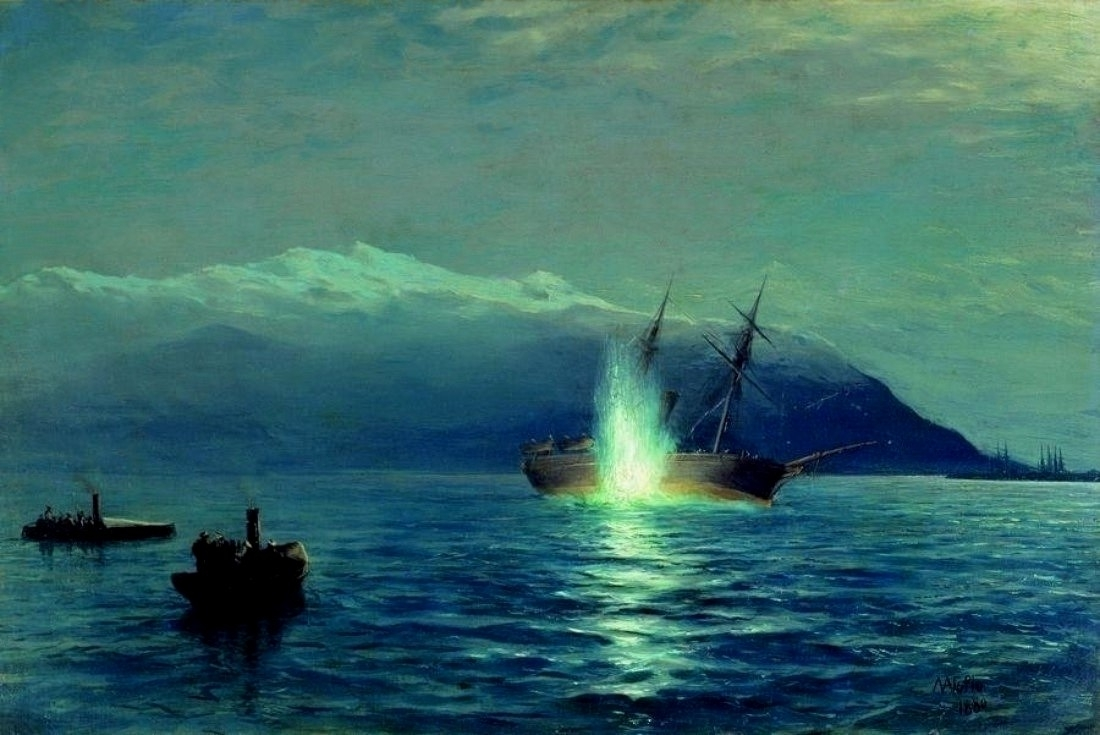
A Velikij knyaz Konsztantyin két, gőzzel hajtott torpedónaszádja, a Cseszma és a Szinope elsüllyesztik a török Intibah páncélos hadihajót 1878. január 14-én

Az orosz–török háború 1877. április 24-i kitörésekor Makarov éppen hogy be tudta fejezni hajója, a Velikij knyaz Konsztantyin átépítését. A hajó fedélzetén elhelyezett bárkák nevei győztes tengeri ütközeteket (Cseszma, Szinope, Navarino, és Minyer) idéztek. Makarov a hajóit a legjobb minőségű walesi szénnel és álcafestéssel látta el, utóbbi akkoriban merőben új eljárásnak számított. A Fekete-tenger térségében állomásozó orosz flotta elenyésző volt a török flottához képest, és a török vezetés nem is számolt komolyabb orosz támadásokkal.
Makarov első akciójára április 30-ról május elsejére virradó éjszaka került sor, mikor a rúdtorpedókkal felszerelt naszádjai az éj leple alatt támadásra indultak a Batuminál horgonyzó török flottaegység ellen. Makarov az egyik naszád, a Minyer fedélzetén maga is részt vett a támadásban, azonban egy török hajó őrszemei észrevették a támadó csónakokat, és az egész flotta riasztva lett. Az orosz naszádok a nagyobb török csatahajók helyett ekkor az őket felfedező őrhajót próbálták megsemmisíteni, de ez is kudarcba fulladt, így az ellenséges tűz közepette igyekeztek visszavonulni. Május 3-án a Konsztantyin mind a négy bárkával együtt sértetlenül, emberi veszteségek nélkül visszatért Szevasztopolba.
A Velikij knyaz Konsztantyin naszádjai 1877. május 29. éjjelén, ezúttal a sulinai kikötőben újabb akciót kíséreltek meg az ott horgonyzó három nagy török hadihajó, az Iclaliye, a Feth-i Bülend, és a Mukaddeme-i Hayir ellen. A török hajók védelmére hálókat feszítettek ki, melyeken az egyik orosz naszád már a támadás kezdetén fennakadt és saját torpedója robbanásától elsüllyedt. A robbanás felriasztotta a török köteléket, és a kitörő zűrzavarban egyedül a Vlagyimir Rozsgyesztvenszkij és Leonyid Puscsin hadnagyok vezette csónakoknak sikerült megközelíteniük a török Iclaliye hadihajót, torpedóik azonban felrobbantak a hajó torpedó-védő hálójában, nagyobb kárt okozva az orosz hajókban, mint a török hadihajóban. Puscsin hadnagyot társaival együtt elfogták, a török hajót a későbbiekben kijavították.
A későbbiek során az orosz hajók több meglepetésszerű rajtaütést hajtottak végre a török kereskedelmi hajók ellen. A Velikij knyaz Konsztantyin 1877 júniusában négy török teherhajót fogott el és süllyesztett el, az orosz Vlagyimir pedig elfogta és Odesszába vitte a török Aslan-Buhri kereskedelmi hajót. Ezeknek az akcióknak volt köszönhető, hogy a török kereskedelmi hajózás a térségben a háború végéig leállt. A törökök az orosz hadihajók megsemmisítése céljából tíz nagy hadihajót küldtek az odesszai kikötő elé, a hadihajókat azonban nem találták meg és nem kockáztattak meg egy támadást a jól védett kikötő ellen.
Augusztus 11–12-e éjszakáján Makarov hajói újabb támadást kíséreltek meg, ezúttal a Sohumkale kikötőjében álló török hadihajók ellen. Az akció ezúttal is zűrzavarba torkollott, az egyik naszád elsüllyedt, és a másik három is megsérült, de ezúttal az egyik orosz naszádnak sikerült célba juttatnia rúdtorpedóját, amivel megrongálta az Asar-i Tevfik hadihajót. Az oroszok azt hitték, hogy a török hajó a robbanás következtében elsüllyedt. Az akcióért Makarovot kapitánnyá léptették elő és hamarosan nemzeti hősként tisztelték. Az orosz támadások ezzel szemben nem okoztak súlyos veszteségeket a komoly létszámfölényben lévő török haditengerészetnek, de komolyan elbizonytalanította annak vezetését, mely így nem kezdeményezett támadásokat az orosz kikötők és szárazföldi csapatok ellen.
Makarov bárkái, amiket ekkor már a rúdtorpedónál sokkal megbízhatóbb, modernebb önjáró torpedókkal szereltek fel, december 16-án újabb támadást hajtottak végre, ezúttal ismét Batumi kikötője ellen. A támadó naszádok sikeresen behatoltak a kikötőbe, de torpedóik célt tévesztettek. 1878. január 14-ének éjjelén a Konsztantyin két naszádja, a Cseszma és a Szinope ismét bejutott Batumi kikötőjébe, és két torpedóval eltalálták a török Intibah páncélos hadihajót, amely a robbanások következtében elsüllyedt. Ez volt a történelem első sikeres torpedótámadása egy vízfelszíni hadihajó ellen.

## Tudományos munkássága a haditengerészetnél
A háború orosz győzelemmel való lezárulását követően 1878-ban a nemzeti hőssé avanzsált Makarovot a Szirena torpedónaszád (későbbi nevén No. 21 naszád) terveinek elkészítésével bízták meg, mely már Makarov "bárka-anyahajójánál" jóval korszerűbb volt, és ez szolgáltatta a későbbi orosz torpedónaszádok prototípusát. 1879. május 1-étől Mihail Szkobelev tábornok hívására Makarov részt vett az orosz csapatok turkesztáni hadjáratában, ahol a csapatok vízi úton való ellátását szervezte meg a Kaszpi-tengeren keresztül, Asztrahán és Krasznovodszk (a mai Türkmenbaşy) között. Makarov lelkiismeretesen végezte a ráosztott feladatot, melyért Szkobelev tábornok a Szent György-rendre terjesztette fel, s amit ki is érdemelt. 1881-ben kinevezték a Tamany gőzhajó parancsnokává, mellyel a Boszporusz vidékét tanulmányozta. Tapasztalatait „a Fekete- és a Földközi-tenger vizének cserélődéséről” később, 1885-ben könyv formájában is közreadta, melyért az Orosz Tudományos Akadémia elismerésében részesült.
1882-ben elsőosztályú kapitánnyá léptették elő, és a Balti Flottához került, ahol innovatív ötletekkel igyekezett javítani a flotta állapotán. 1885-ben kinevezték a Vityaz korvett parancsnokává, mellyel a rákövetkező évben világ körüli útra indult. Útja Kronstadtból indult, hajójával a Magellán-szoroson átkelve kikötött előbb Jokohamában, majd Szingapúrban, végül a Szuezi-csatornán és a Gibraltári-szoroson keresztül tért vissza hazájába 1889-ben. Úti élményeit, hidrológiai és meteorológiai megfigyeléseit egy kétkötetes munkában foglalta össze, mely a nemzetközi hírnevet és az Orosz Tudományos Akadémia újabb elismerését hozta magával.
1890-ben Makarov ellentengernagyi rangot kapott, így ő lett az orosz flotta addigi legfiatalabb admirálisa. 1891-ben kinevezték a Balti Flotta tüzérségi főfelügyelőjévé. Ebben a beosztásában számos új találmánnyal kísérletezett, ilyen volt egy általa kifejlesztett új füst nélküli lőpor és a lövedékek hatékonyságát javító ún. „Makarov-sapka”. Ez gyakorlatilag azt jelentette, hogy az akkor használatban lévő, hegyes csúcsú lövedékekre (melyek gyakran lepattantak vagy széttörtek az ellenséges célpont oldalán) egy lágyacél kúpot üttettek, mely becsapódásnál szétlapult és  gyakorlatilag rátapasztotta a lövedéket az ellenséges hajó oldalához (bár ezzel az újítással a lövedék aerodinamikai tulajdonságai romlottak). Új találmánya nemzetközi szinten sikert aratott, és a világ haditengerészeteinél hamarosan rendszeresítették is. 1894-ben Makarovot kinevezték a földközi-tengeri orosz flottakötelék parancsnokává, zászlóshajója az Imperator Nyikolaj I lett. 1895 januárjának elején Makarov kötelékével a Szuezi-csatornán áthaladva a Távol-Keletre hajózott, hogy támogassák a távol-keleti orosz kikötőket az egyre feszültebb politikai viszonyok közepette. A térségben mind inkább dominánsabbá váló nagyhatalom, a Japán Birodalom és Oroszország között a béke végül továbbra is fennmaradt, de Makarov a flotta többi vezetőjével ellentétben reális fenyegetést látott a modernizálódó Japán tengeri flottájában. Hajói ezek után áthajóztak a Csendes-óceánon és hosszabb ideig amerikai kikötőkben horgonyoztak. Makarov átadta a flotta parancsnokságát egyik tiszttársának, majd az Amerikai Egyesült Államokon átutazva időt szakított arra, hogy tanulmányozza az Amerikai Egyesült Államok ipari fejlettségét és a tudomány legújabb vívmányait. 1896. augusztus 20-án a hazatért Makarovot altengernaggyá léptették elő és kinevezték a Balti Flotta I. divíziójának parancsnokává, mely a flotta legerősebb és legütőképesebb hadihajóit foglalta magába. Ebben a beosztásában Makarov részt vett az orosz flotta modern, Amur-osztályú aknarakó hajóinak tervezésében és megépítésében (1898–99). Ugyanebben az évben ismét járt Amerikában, továbbá Angliában, ahol az ott épülő orosz hadihajók, többek közt az általa megtervezett Jermak jégtörő építését szemlélte meg.
1897-ben jelent meg nyomtatásban Makarov legismertebb és legnépszerűbb műve, az „Értekezés a tengerészeti taktika kérdéseiről” (Рассуждения по вопросам морской тактики, angolul Discussion of questions in Naval Tactics). Művében az admirális kiemelten foglalkozik a tudomány új felfedezéseinek és a technológiai újdonságoknak a tengeri harcászatra való hatásával, a tengeri ütközetek taktikai kérdéseivel.  Véleménye szerint a flottának az egyik fő feladata az, hogy tengeri úton segítse, támogassa a szárazföldi csapatok hadműveleteit. Támogatta azt, hogy adott térségek tengeri és szárazföldi erőit közös parancsnokság alá rendeljék, továbbá fontosnak tartotta a kombinált (vízi és szárazföldi), összehangolt hadműveleteket, mely gondolatai messze előremutatóak voltak. A hadihajók terén a páncélozottsággal szemben nagyobb jelentőséget tulajdonított a hadihajók gyorsaságának és tűzerejének, a hajólegénységek kiképzésének és gyakorlatoztatásának.
| „                                                                | Elengedhetetlen, hogy időről időre emlékezzünk a legfőbb feladatra, amit minden hadihajón szolgáló tisztnek követnie kell, ami nem más, mint felkészíteni a hajót a háborúra és a feladatok megoldásánál szem előtt kell tartani, hogy a béke nem örökkévaló, hogy nem békés hajózásra költik a flottára szánt pénzt... Minden katona, illetve hadászattal összefüggő munkát végző személy helyesen cselekedne, ha jól látható helyre kifüggesztené, hogy „Emlékezz a háborúra!”, hogy sose felejtse el létezésének okát. | ” |
| – Sztyepan Makarov: Értekezés a tengerészeti taktika kérdéseiről | |   |

## Sarkvidéki expedíciói a Jermakkal

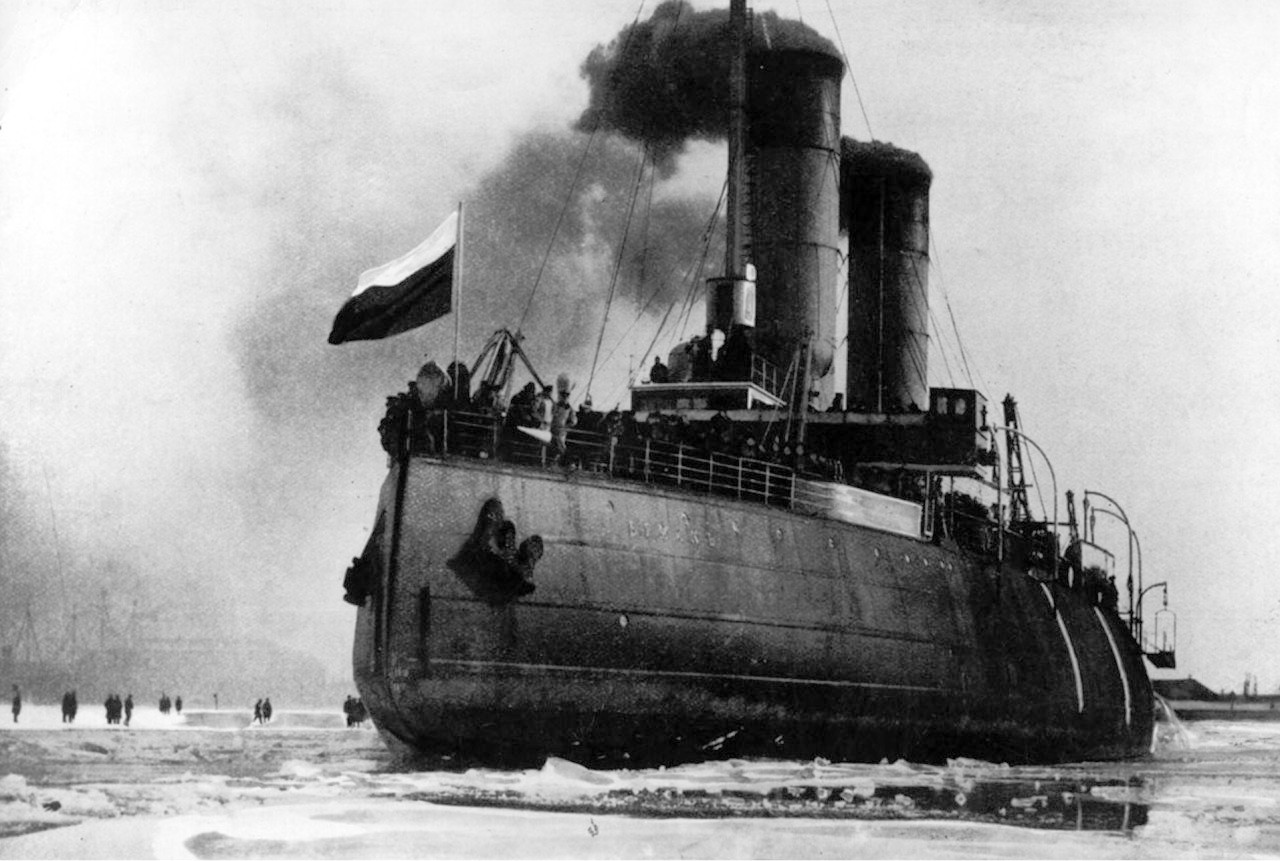
A Jermak jégtörő

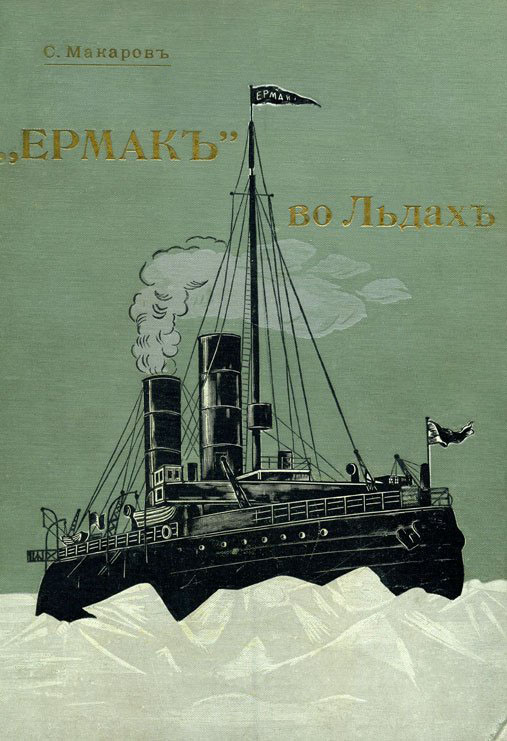
Sztyepan Oszipovics Makarov 1901-ben kiadott „Ермак во льдах” (Jermak – A Jégvilág) c. könyvének borítója

1897 decemberétől Makarov főleg Angliában tevékenykedett, ahol az általa tervezett új jégtörő, a Jermak építésének munkálatait felügyelte Newcastle-ben, az Armstrong Whitworth hajógyárában. A Jermak volt a világ első, modern jégtörő hajója, mely a későbbi ilyen típusú hajók mintapéldányává vált. Nevét a 16. századi híres felfedezőről és hódítóról, Jermak Tyimofejevics kozák atamánról kapta. A hajó építése gyors ütemben haladt, 1898. október 17-én ünnepélyes ceremónia kíséretében bocsátották vízre. A következő év elejére elkészült jégtörő 97,5 méter hosszú, 21,6 méter széles és 8730 tonnás volt, orra az akár két méter vastag jégen keresztül is képes volt utat vágni magának.
A hajó első próbaútja 1899. február 21-én vette kezdetét, mikor a már elkészült hajó Newcastle-ből a befagyott Balti-tengeren keresztül Kronstadtba hajózott. Ezt követően 1899 nyarán Makarov parancsnoksága alatt A Jermak a Barents-tengerre hajózott, és a Spitzbergáktól északra egészen a 81-ik szélességi fokig sikerült eljutnia a hajóval. Az északi expedíciónak két célja volt. Az egyik cél a térség területén tudományos kutatás lefolytatása volt, bár Makarov titkolt célja volt az is, hogy ő legyen az első ember, aki eléri a Föld legészakibb pontját, a Északi-sarkot. Az expedíció másik hivatalos célja katonai jellegű volt. Makarovnak meg kellett vizsgálnia, hogy jégtörők segítségével létrehozható-e Szibéria északi partjain mentén, a Bering-szoroson keresztül egy tengeri átjáró (északkeleti átjáró), mely alkalmas lenne rá, hogy megkönnyítse az orosz hadihajók kijutását a Csendes-óceánra. Makarov ezt lehetségesnek tartotta, de az ötlet gyakorlatba való áthelyezésére csak a Szovjetunió idején került sor.
Makarov tudományos kutatásait azután is folytatta, hogy 1899 decemberében kinevezték a kronstadti kikötő parancsnokává. 1901-ben Makarov a Jermak fedélzetén újabb utat tett meg északon, mely során főleg Novaja Zemlja és Ferenc József-föld körül végzett kutatásokat. A két expedíció során elért eredményeket Makarov 1901-ben adta ki könyv formában „Jermak – A Jégvilág” (Ермак во льдах) címmel. 1903-ban kiadott másik könyvében, a „Vitorlák nélkül" (Без парусов) című művében a vitorlák elavultságát követően beköszönő, gőzhajók fémjelezte korszak körülményeiben vizsgálja a tengerészek kiképzésének problémáit.

## Szerepe az orosz–japán háborúban

### A Csendes-óceáni Flotta parancsnokaként

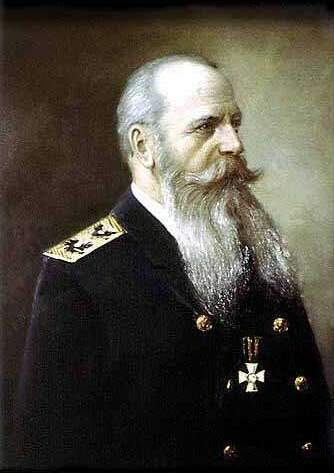
Sztyepan Oszipovics Makarov (Vaszilij Verescsagin festménye)

1904. február 8-án, a Japán Birodalom hadüzenetével megkezdődött az orosz–japán háború. Makarov altengernagy, aki már a háború kitörését megelőzően is többször tanulmányozta a térség erőviszonyait és az orosz Csendes-óceáni Flottában uralkodó állapotokat, rögtön javasolta, hogy negyven torpedónaszádot szétszerelt állapotban szárazföldi úton, a Transzszibériai vasúton keresztül szállítsanak Port Arthurba, és erősítésként azonnal irányítsák át oda Virenius tengernagy hajóraját, ami az Oszljabja sorhajóval, valamint az Auróra és Dmitrij Donszkoj cirkálóval együtt a Földközi-tengeren tartózkodott. A javaslatot a haditengerészet vezetősége elutasította, de a kezdeti orosz vereségeket követően február 19-én Makarovot kinevezték a Csendes-óceáni Flotta parancsnokává. Makarov vasúti úton kétszáz képzett építőmunkással és öt, a flottának szánt felszerelésekkel telepakolt tehervagonnal együtt 1904. március 7-én érkezett meg a blokád alá vett, szorongatott helyzetben lévő Port Arthurba.
Megérkezését követően azonnal felkereste a flotta volt parancsnokát, Oszkar Stark altengernagyot, aki átadta neki zászlóshajójának a parancsnokságát, de Makarov a Novik cirkálóra tette parancsnokságának székhelyét abból az okból kifolyólag, hogy a tengernagy véleménye szerint ezzel a hajóval jobban áttekintheti a csatamezőt és gyorsabban változtathatja helyzetét.  Miután átvette a flotta fölötti ellenőrzést, a tengernagy parancsára azonnal megkezdődött az előzetesen megsérült hadihajók kijavítása, továbbá küldött ki torpedónaszádokat felderítésre. A kikötőben nem voltak a nagyobb, sérült hadihajók számára megfelelő szárazdokkok, ezért szükségmegoldásként fából készült keszonokat ácsoltatott. Ezeket a hajók oldalaihoz rögzítették, és miután kiszivattyúzták belőlük a vizet, a hajók annyira megemelkedtek, hogy a munkások nekiláthattak a sérült részek javításának. A kikötő védelmére Makarov elsüllyesztetett két hadihajót a kikötő bejáratánál, ezzel nehezítve meg a japán tengeri erők esetleges behatolását. A tengernagy ezenfelül tüzérségi megfigyelőállásokat építtetett ki a kikötőt övező magaslatokon, ahonnan telefonon keresztül tudták az orosz hadihajók tüzét irányítani olyan célpontokra is, melyeket a hadihajókról szabad szemmel nem érzékelhettek. Ezen intézkedés rendkívül hasznosnak bizonyult, ugyanis két japán hadihajó, a Fudzsi és a Jasima 1904. március 22-én az orosz védelem holtterében sikeresen megközelítette a kikötőt, azonban az orosz megfigyelők irányításával a kikötőben álló hajók visszavonulásra kényszerítették őket. A Fudzsi olyan súlyosan megsérült, hogy Szaszebóba volt kénytelen visszatérni, hogy a károkat kijavítsák.
Makarov a védelmi intézkedések és a sérült hajók kijavítása mellett folyamatosan gyakorlatoztatta a flotta hadihajóit. A teljes flotta kifutásához a múltban a vontatóhajók segítségével is majdnem egy teljes napra szükség volt, de a sorozatos gyakorlatozásnak és harci riadóknak köszönhetően a flotta hajóinak már két és fél óra is elegendő volt ahhoz, hogy teljes harci készültségben kifussanak a nyílt tengerre. Makarov parancsnoksága alatt „csaknem mindennap futottak ki orosz hadihajók a tengerre, állandóan mozgásban voltak és a Port Arthuron kívül felállított parti ütegek biztosították, hogy a kikötőt soha se érje váratlan támadás – írta a Port Arthur körüli harcok egyik japán résztvevője.  Az emberei mélységes tisztelettel  tekintettek följebbvalójukra, csak az „Öreg Szakállas” névvel illették. Makarov távlati célja az volt, hogy a sérült hajók kijavítását követően a flotta főerőivel áttöri a Port Arthur körüli blokádot és a flottával Vlagyivosztok kikötőjébe hajózik, ahonnan hatékonyan zavarhatná a japánok tengeri-utánpótlását.

### Halála

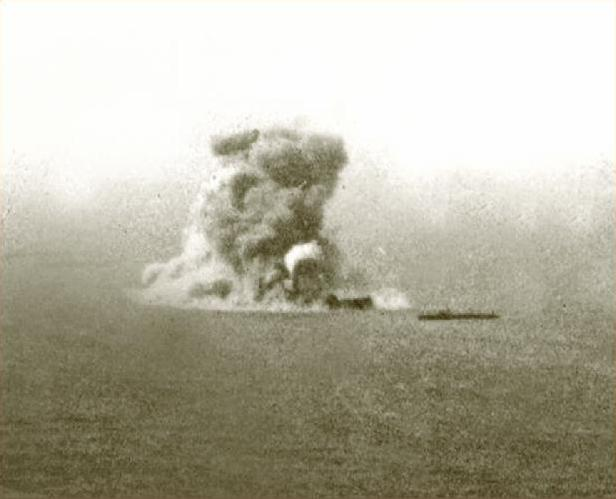
A Petropavlovszk felrobbanásáról készült korabeli felvétel

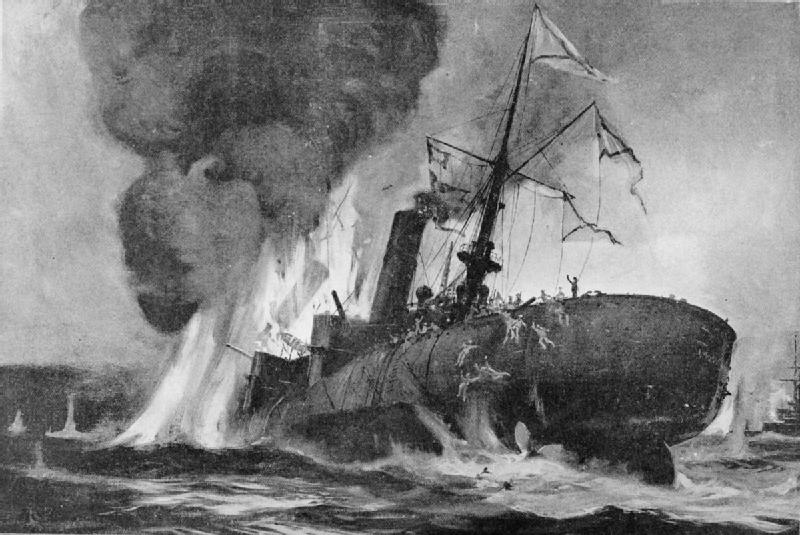
A Petropavlovszk pusztulása

1904. április 12-e éjjelén a nyugovóra tért altengernagyot kétszer is felébresztették azzal a hírrel, hogy ellenséges rombolókat észleltek a külső kikötő közelében. A hírnek Makarov nem tulajdonított nagy jelentőséget, a japán rombolókkal azonosított hajók véleménye szerint a korábban járőrszolgálatra küldött orosz torpedónaszádok voltak, ezért nem tartotta fontosnak ellenintézkedések hozását. A valóságban azonban a kikötőt megközelítő hadihajók valóban japán rombolók voltak, de nem felderítést végeztek, hanem egy aknarakó hajót, a Korju Marut kísérték. A japán aknarakónak észrevétlenül sikerült megközelítenie a kikötőt és az éj leple alatt egy sor aknát telepített le a kikötő elé. Néhány kilométerrel arrébb a viharos tengeren az aznap kivezényelt nyolc orosz torpedónaszád közül kettő, a Sztrasnij és a Szmelij  elvesztette a kapcsolatot a többi torpedónaszáddal. Néhány órával később észrevett egy hat torpedónaszádból álló köteléket és abban a tudatban, hogy saját kötelékéhez tér vissza, a  két hadihajó beállt a sorba. Április 13-a hajnalán vették észre az orosz tisztek, hogy egy japán kötelékhez csatlakoztak, de mielőtt megpróbálhattak volna elmenekülni a japán hajók is észlelték az orosz torpedónaszádokat és tűz alá vették őket. A Sztrasnij rádión kért segítséget Port Arthurtól és hősiesen viszonozta a tüzet, de rövid időn belül az elszenvedett találatok következtében elsüllyedt. A Szmelijnek a heves ellenséges tűz ellenére sikerült leráznia üldözőit és visszatérnie a kikötőbe.
Makarov a rádióüzenetet követően azonnal az összecsapás helyszínére küldte a Bajan cirkálót, de az már csak a vízben úszó túlélőket menthette ki, majd a menekülő japán hadihajókat üldözte mindaddig, míg fel nem tűntek a japán Aszama és Tokiva páncéloscirkálók négy könnyűcirkáló kíséretében. Az események hírére Makarov riadóztatta a flottát. Azonnali hatállyal útnak indította a Novik, Aszkold és Gyiana cirkálókat a Bajan segítségére, miközben a Novik cirkálóról átszállt a Petropavlovszk csatahajóra és a Poltavával együtt hamarosan követte őket. Az orosz hajók kifutásának hírére a japán cirkálók néhány lövés leadása után visszavonultak abban a reményben, hogy Makarov hajóit rácsalhatják az előző nap lerakott aknamezőre. A terv sikerült is, azonban a japánok meglepetésére az orosz hadihajók a vakszerencsének köszönhetően sértetlenül robogtak át az aknamezőn. Az üldöző orosz hajók 08:40-kor vették észre a horizonton a japán Tógó Heihacsiró tengernagy flottáját, és bár Makarov a túlerő ellenére megfontolt egy nyílt tengeri ütközetet, végül úgy döntött, hogy visszavonul a part közeli vizekre és a parti ütegek támogatásával veszi fel a harcot. 9:30-kor az orosz hajók visszaindultak arra, ahonnan jöttek, azonban 9:43-kor a Petropavlovszk, alig két és fél kilométerre a parttól aknára futott. A hajót hatalmas robbanás rázta meg, majd alig két percen belül elsüllyedt. A Petropavlovszk legénységének tagjai közül 638-an vesztették életüket, köztük maga Makarov és barátja, az akkor a hajón tartózkodó orosz festőművész, Vaszilij Vasziljevics Verescsagin. A Petropavlovszk után a Poltava is aknára futott, de a csatahajó a súlyos sérülése ellenére be tudott futni a kikötőbe önerőből.
Makarov elvesztése súlyos csapást jelentett a Csendes-óceáni Flotta számára. A tengernagy halálát követően rövid időn belül megszilárdult a japán blokád a kikötő előtt, majd a japán szárazföldi erők elhúzódó, véres ostromot követően 1905. január 2-án bevették Port Arthurt.
A híres japán költő, Isikava Takuboku 1904-ben Makarov halálhírére a következő sorokat írta:
| „                                                        | Barátok és ellenségek, dobjátok el kardotok, ily hevesen ne vagdalkozzatok, lehajtott fejjel megálljatok nevének hallatára: Makarov! A vak gyűlölet órájában őt magasztalom, az ár és tűzvész irtózatos moraján túl. A tenger mélyén, hol forrnak a hullámok, Port Arthur őre örök álmát alussza most. | ” |
| – Isikava Takuboku: Makarov admirális emlékére (részlet) | |   |

## Magánélete

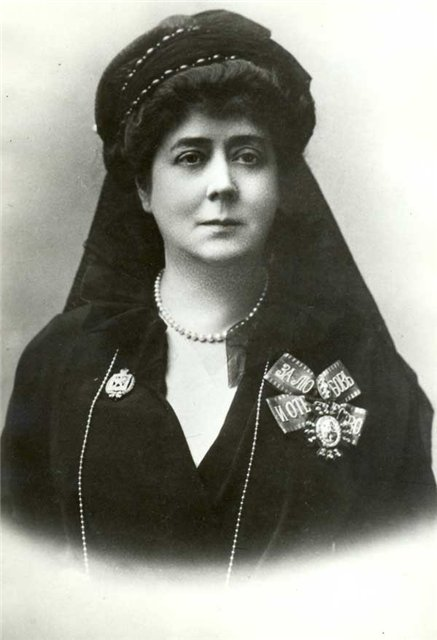
Makarov felesége, Kapitolina Nyikolajevna Jakimovszkaja 1910 körül

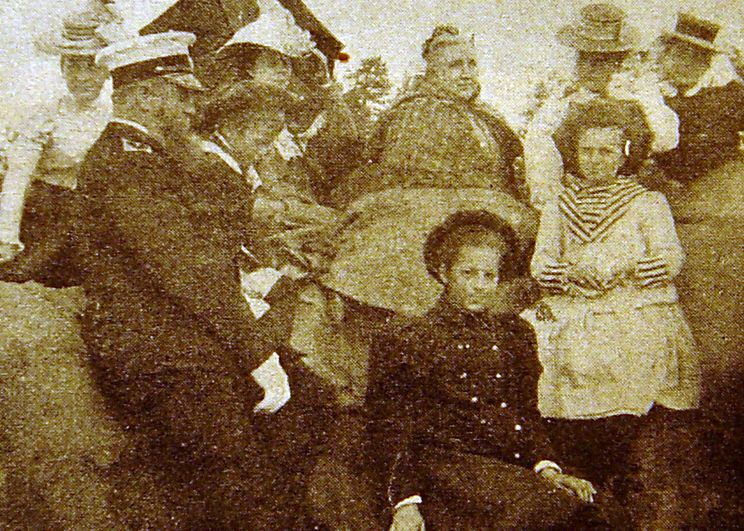
Makarov családjával

Makarov jövendő feleségével, az akkor tizenkilenc éves Kapitolina Nyikolajevna Jakimovszkajával egy Konstantinápolyból induló hajóúton találkozott először 1879-ben. Kapitolina egy gazdag, hosszú múltra visszatekintő orosz nemesi család sarja volt, apja, Nyikolaj Fjodorovics Jakimovszkij a flotta tisztje volt.  Az ifjú tengerésztiszt és az orosz arisztokrata hölgy között azonnal mély szerelem szövődött, és Makarov még az úton megkérte a kezét. Kapitolina igent mondott, és hamarosan, 1879. szeptember 2-án össze is házasodtak Odesszában. A házasságuk azonban nem volt gondoktól mentes, Makarov nagyszámú hivatali elfoglaltságai és tengeri szolgálata miatt kevés időt töltött családjával. Makarov felesége évtizedekkel élte túl férjét, 1946-ban halt meg nyolcvanhét éves korában.
A párnak összesen három gyermeke született:
- Olga (1882–1886)[17]
- Alekszandra (1886–1982), később feleségül ment Lev Golubev orosz nemeshez, állami tanácsoshoz.[17]
- Vagyim (1891–1964), tengerész, mérnök, üzletember. Elvégezte a tengerészeti hadapródiskolát és egy ideig az egyik apjáról elnevezett hadihajón teljesített szolgálatot. Részt vett az első világháborúban, ahol kitüntette magát a Balti-tengeren folytatott harcokban. 1917-ben tagja volt az Amerikai Egyesült Államokba utazó, tengerész tisztekből álló Orosz Haditengerészeti Missziónak. Az oroszországi polgárháború kitörésének hírére Vlagyivosztokba, majd onnan Omszkba utazott és a fehér erők ottani vezérének, Alekszandr Kolcsak admirálisnak az oldalán harcolt a bolsevikok ellen. A bolsevikok keleti győzelmét követően visszatért Amerikába és különböző üzleti vállalkozásokba fogott, nevéhez több mint húsz szabadalom kapcsolódik. Bőkezűen támogatta az USA-beli orosz szervezeteket, adományokkal segítette a kivándoroltak letelepedését, több évig a napjainkban is működő Tolsztoj Alapítvány (Tolstoy Foundation) alelnöke volt.[17]

## Emlékezete
- Makarov halálát követően 1913. július 24-én monumentális emlékművet emeltek tiszteletére a kronstadti Horgony téren, talapzatán az admirális által sokszor idézett és híressé vált „Emlékezz a háborúra!” (Помни войну) szlogennel.[18] Az admirálisról mintázott egész alakos szobrok találhatóak szülővárosában, Mikolajivben és Vlagyivosztokban.[19][20]
- Mellszobra található Szmolenszkben és az oroszországi Csukcsföld területén található Janrakinnot településen emlékobeliszket állítottak tiszteletére.
- Mikolajivi szülőháza falán emléktábla áll.
- Nevét viseli az Oroszországhoz tartozó Szahalin-szigeten fekvő Makarov, előző nevén Szirutoru (知取町) települése.[21]
- Az admirálisról nevezték el a Jeges-tengerben fekvő egyik medencét, a Makarov-medencét.[22]
- Három tanintézmény is a nevét viseli: a szentpétervári Tengerészeti Akadémia, a mikolajivi Hajógyártási Egyetem és egy vlagyivosztoki felsőfokú tengerészeti tanintézet is.
- Oroszország és Ukrajna-szerte számos utca viseli a nevét
- Az Orosz és Szovjet Haditengerészet több hajóját keresztelték az Admiral Makarov névre. Két jégtörő viselte ezt a nevet, 2016-ban ér befejező szakaszába egy új orosz jégtörő, a Sztyepan Makarov építése.[23]
- 1996-ban az Orosz Haditengerészet megalapításának 300. évfordulója alkalmából 3 rubeles emlékérmét verettek a Jermak-expedícióra és Makarov tengernagyra emlékezve.[24]
- 1978. szeptember 2-án az orosz csillagász, Ljudmila Zsuravljova felfedezte az „1978 SN7” jelölésű kisbolygót a Naprendszerben. A kisbolygó később a 6220 Stepanmakarov nevet kapta.[25]
- Makarov alakja megjelenik Alekszandr Sztyepanov orosz író kétkötetes, Port Arthur című regényében.[26]

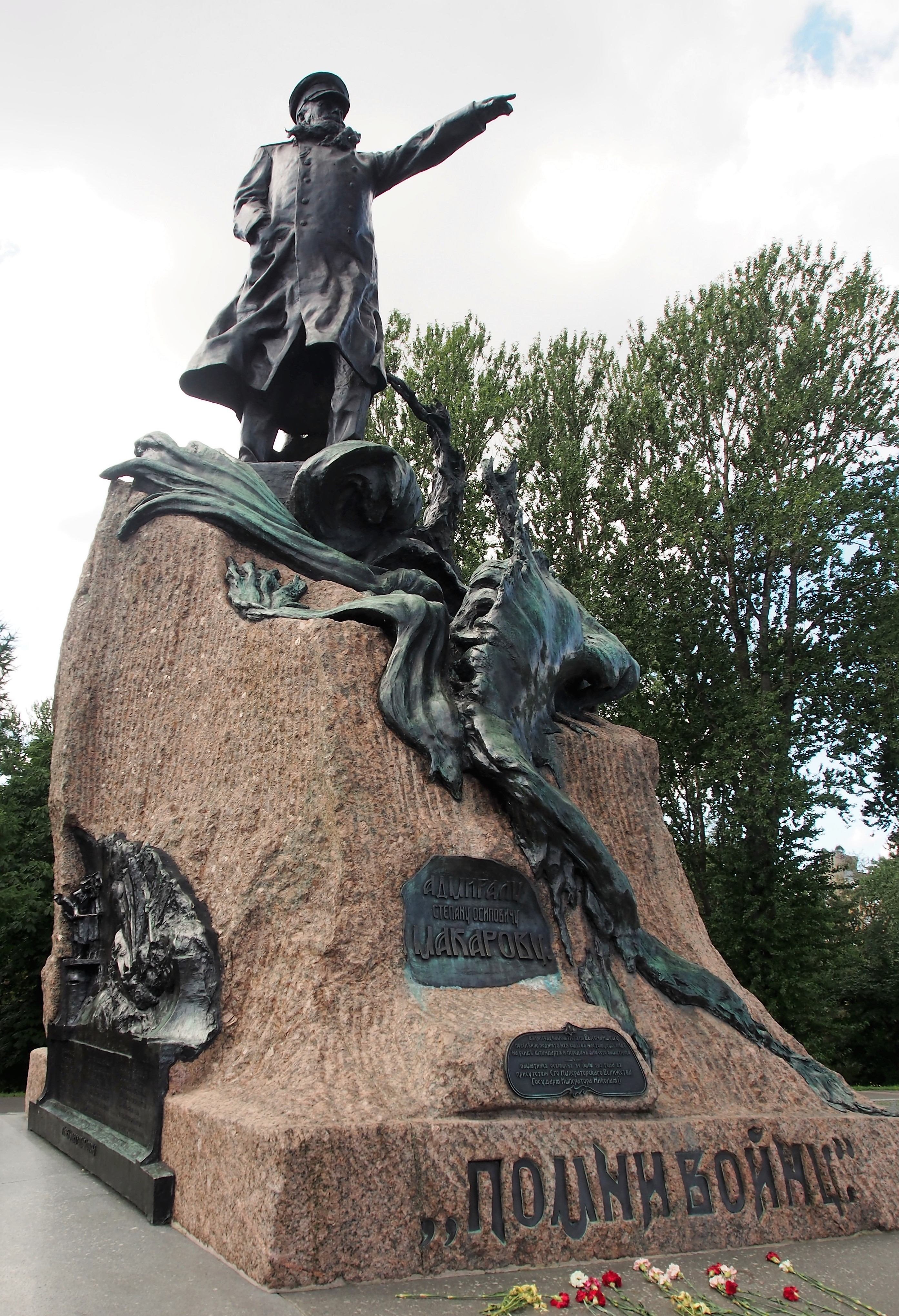
Makarov tengernagy emlékműve Kronstadtban
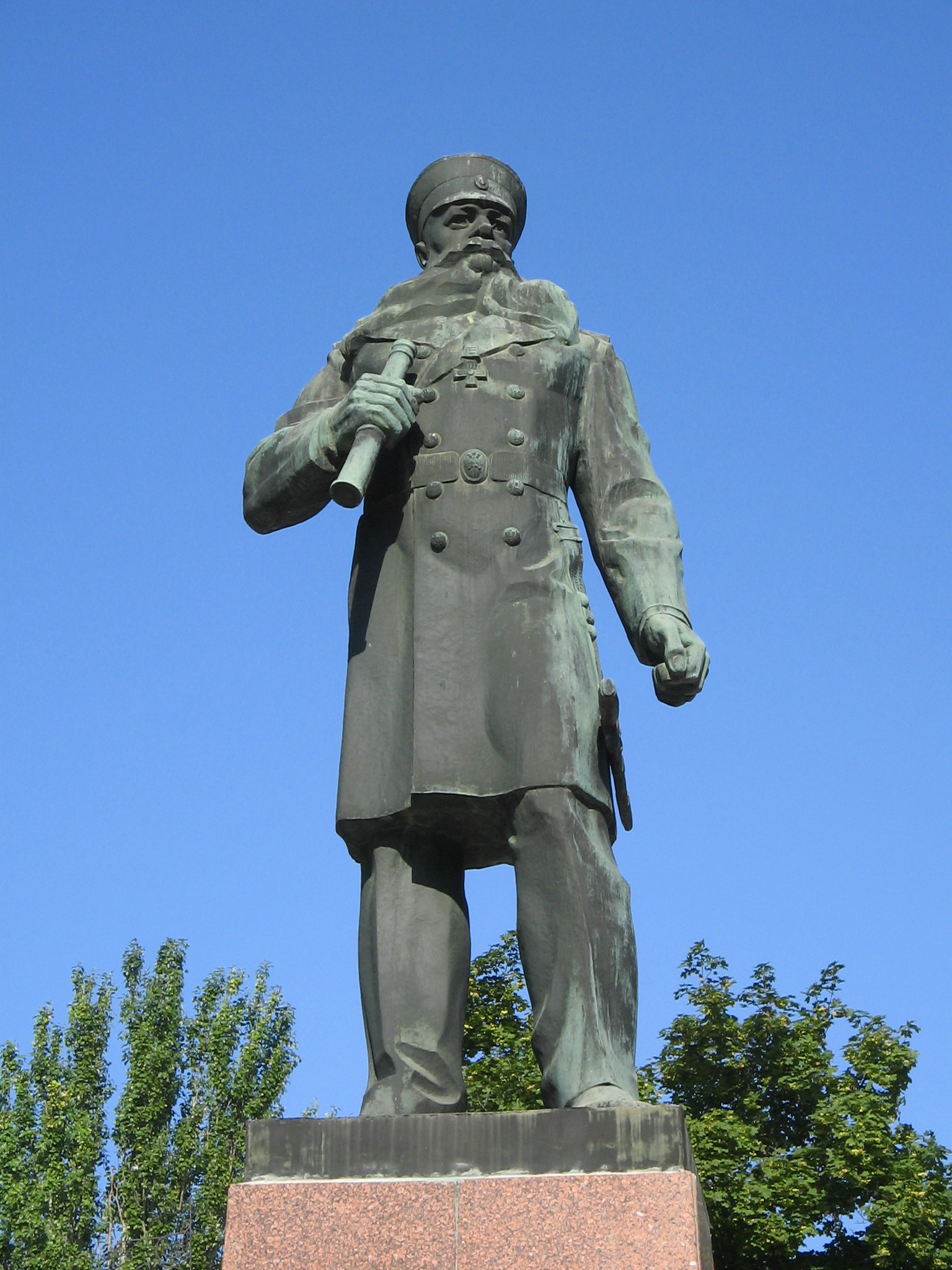
Makarov szobra Mikolajivben
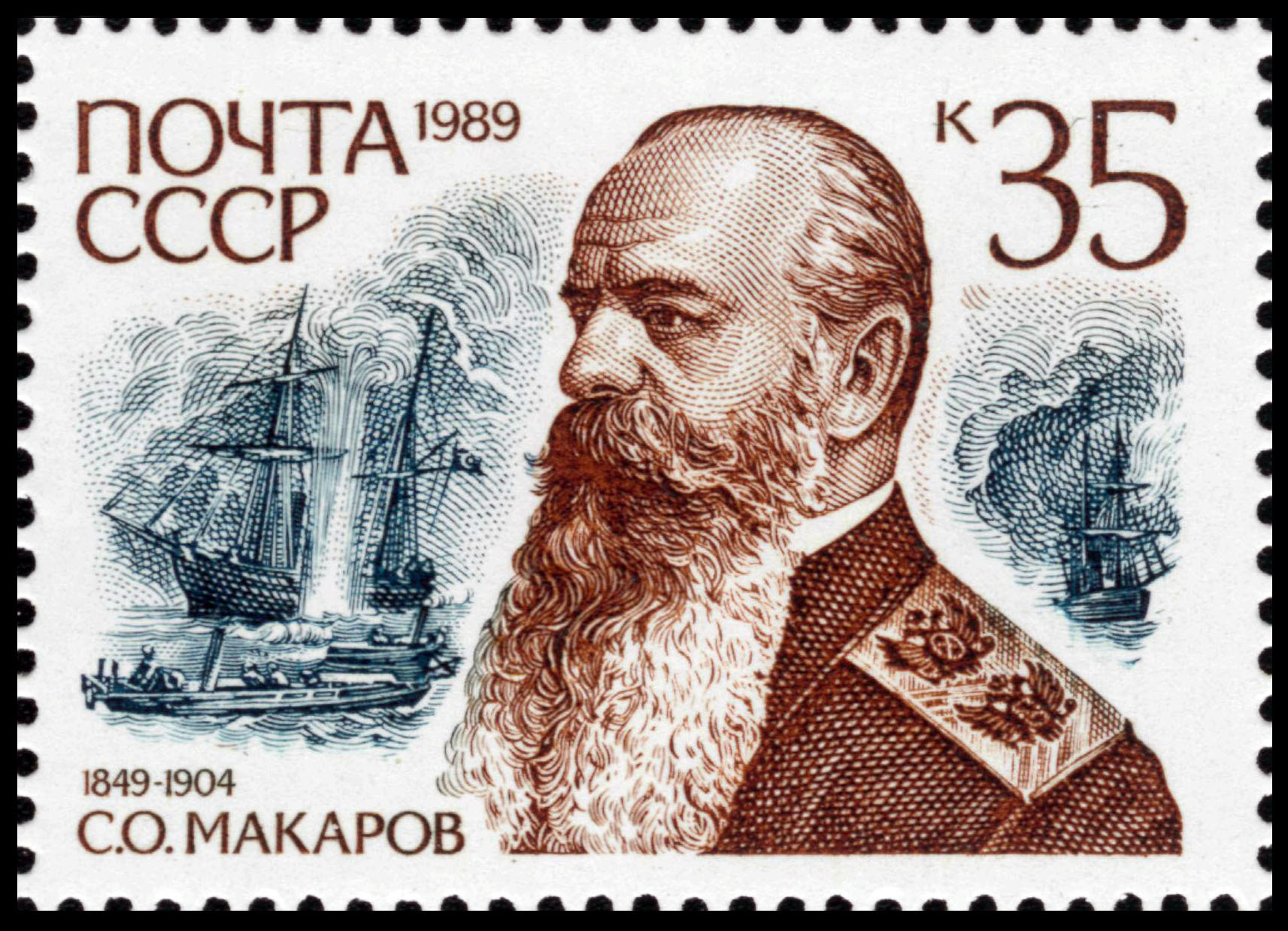
Sztyepan Makarov egy szovjet postabélyegen
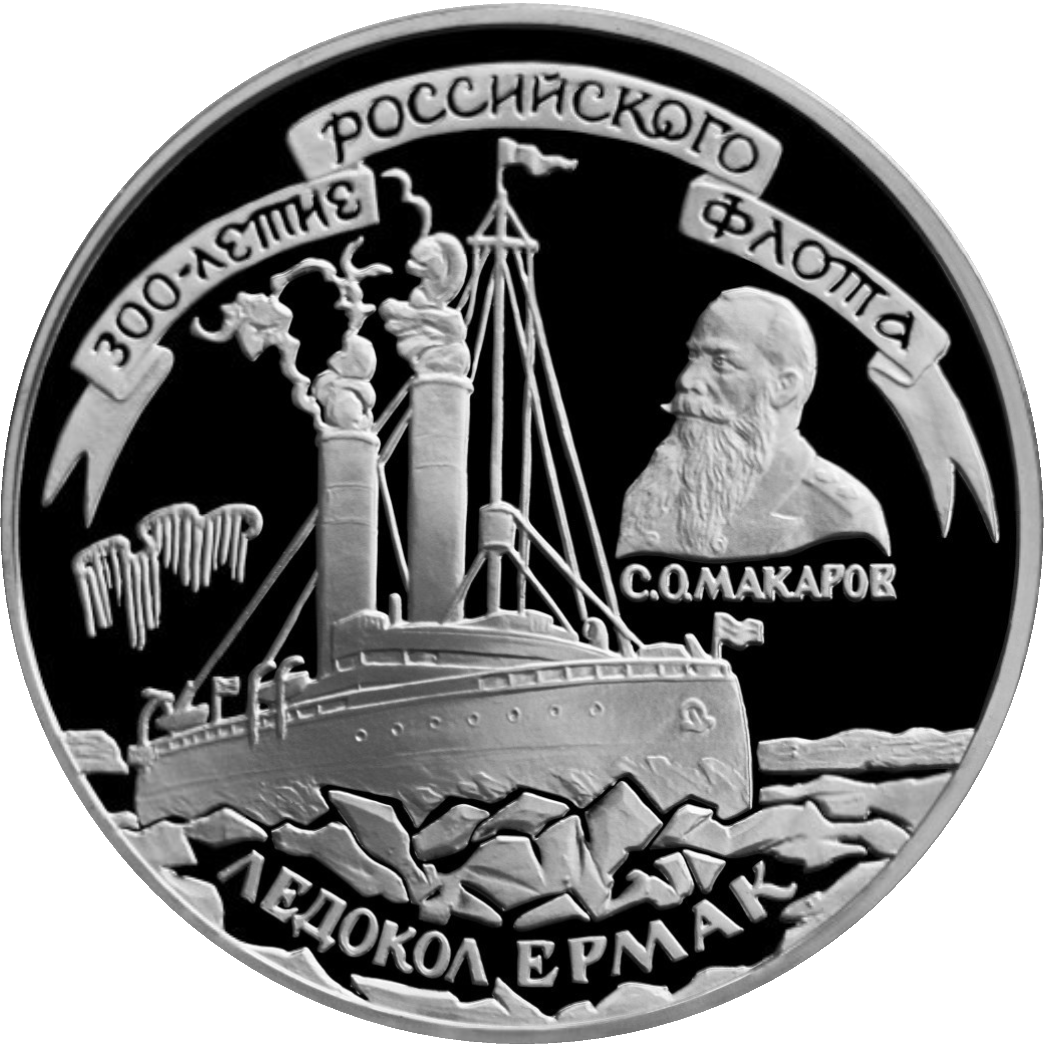
A Jermak-expedíció és Sztyepan Makarov emlékére kiadott orosz emlékérme